# Parastenopterygia
Parastenopterygia là một chi bướm đêm thuộc họ Noctuidae.